# Le Livre d'or de la science-fiction : Jean-Pierre Andrevon
Le Livre d'or de la science-fiction : Jean-Pierre Andrevon est une anthologie de treize nouvelles de science-fiction, toutes écrites par Jean-Pierre Andrevon et publiées entre 1968 et 1981, rassemblées par Patrice Duvic.
L'anthologie  (ISBN 2-266-01365-3) fait partie de la série Le Livre d'or de la science-fiction, consacrée à de nombreux écrivains célèbres ayant écrit des œuvres de science-fiction.
Elle ne correspond pas à un recueil qui serait déjà paru aux États-Unis ; il s'agit d'un recueil inédit de nouvelles, édité pour le public francophone, et notamment les lecteurs français.
L'anthologie a été publiée en décembre 1983 aux éditions Presses Pocket dans la collection Science-fiction no 5177. L'image de couverture a été réalisée par Marcel Laverdet.

## Préface
- « Jean-Pierre Andrevon, la Mort, le Réveil » : préface de Patrice Duvic (pages 7 à 26).

## Liste et résumés des nouvelles

### La Réserve
- Publication : 1968.
- Situation dans l'anthologie : pages 27 à 38.
- Résumé :
- Liens externes :

### Le Château du dragon
- Publication : 1971.
- Situation dans l'anthologie : pages 39 à 56.
- Résumé :
- Liens externes :

### Un petit saut dans le passé
- Publication : 1971.
- Situation dans l'anthologie : pages 57 à 80.
- Résumé :
- Liens externes :

### Scant
- Publication : 1975.
- Situation dans l'anthologie : pages 81 à 105.
- Résumé :
- Liens externes :

### La Télévision
- Publication : 19.
- Situation dans l'anthologie : pages 106 à 107.
- Résumé :
- Liens externes :

### Neuf déchirures dans la trame de la désespérance quotidienne
- Publication : 1975.
- Situation dans l'anthologie : pages 107 à 117.
- Résumé :
- Liens externes :

### Salut, Wolinski!
- Publication : 1975.
- Situation dans l'anthologie : pages 118 à 132.
- Résumé :
- Liens externes :

### Le Dernier Dinosaure
- Publication : 1977.
- Situation dans l'anthologie : pages 133 à 160.
- Résumé :
- Liens externes :

### Quelques chansons
- Publication : 19--.
- Situation dans l'anthologie : pages 161 à 166.
- Résumé :
- Liens externes :

### Les Retombés
- Publication : 1979.
- Situation dans l'anthologie : pages 167 à 228.
- Résumé :
- Liens externes :

### De A à Z
- Publication : 1977.
- Situation dans l'anthologie : pages 229 à 232.
- Résumé :
- Liens externes :

### Le Réseau
- Publication : 1981.
- Situation dans l'anthologie : pages 233 à 236.
- Résumé :
- Liens externes :

### Le Monde enfin
- Publication : 1975.
- Situation dans l'anthologie : pages 237 à 304.